# Larabicus quadrilineatus
Larabicus quadrilineatus – gatunek ryby z rodziny wargaczowatych, jedyny przedstawiciel rodzaju Larabicus Randall & Springer, 1973. 

## Występowanie
Morze Czerwone i Zatoka Adeńska.

## Opis
Osiąga do 11,5 cm długości.